# Kampftanz
Unter dem Begriff Kampftanz werden Kampfsportarten verstanden, die Eigenschaften eines Tanzes haben und, oft zu Instrumentalbegleitung, rhythmisch ausgeführt werden. Bei manchen Stockkämpfen werden Holzstäbe im Takt gegeneinandergeschlagen (etwa beim brasilianischen Maculelê).
Die Gründe für die Vermischung von Kampf und Tanz können unterschiedlich sein: Es kann sich um eine zeremonielle Aufführungspraxis handeln (dann meist als Kriegstanz bezeichnet), um die Tarnung des Kampftrainings als harmloser Tanz oder um ein Konzept der Trainingsmethodik. Viele Aktive dieser Sportarten legen Wert darauf, dass es sich um Kampfsportarten handele und nicht um Tänze.

## Afrika
- „Sprungtanz“ der Massai
- Moringue, (La Réunion)
- NíGolo, ein auch dança das zebras („Zebratanz“) genannter ritueller Kampftanz der Bantu- und Mucupis-Völker

## Südamerika
- Maculelê (Brasilien)
- Capoeira (Brasilien) bzw. dessen drei Hauptarten Capoeira Angola, Capoeira Regional und Capoeira Contemporânea.

## Mittelamerika
- Baile de la Conquista (Guatemala)
- Danza de la Conquista (Mexiko)

## Asien
- Aduk-Aduk (Brunei)
- Ayyalah (Katar)
- Khattak (Afghanistan)
- Pencak Silat (Malaysia und Indonesien)
- Taekgyeon (Korea)

## Australien und Ozeanien
- Haka (Neuseeland)
- Hula und Lua (Hawaii)

## Europa
- Dannsa Biodag (Schottland)
- Gymnopaedie (antikes Sparta)
- Schwerttanz
- Messertanz
- Long Sword Dance (England)
- Säbeltanz
- Moriskentanz